# Cymarin
Cymarin (hoặc cymarine) là một glycoside tim. Thực vật thuộc chi Apocynum, bao gồm Apocynum cannabinum và Apocynum venetum, có chứa cymarin. Cymarin là một glycoside tim và một chất chống loạn nhịp tim và thuốc chống loạn nhịp tim.